# Fly sleep fly
fly sleep fly（フライスリープフライ）は、日本のロックバンド。

Megaforce Corporation・sweet honey recordに所属。

## メンバー
- NuTz (ナッツ) (Vo)・・・千葉県出身
- BACHI BLUE （バチブルー）(G)・・・千葉県出身
- kaz （カズ）(B)・・・千葉県出身

## 旧メンバー
- yUsUke （ユウスケ）(G)・・・愛知県出身。現在は作詞家、作曲家として主にWiLLなどのグループをプロデュースしている。
- ShoW （ショウ）(Dr)・・・東京都出身。現在はSurvive Said The Prophetのドラマーとして活動中。

## 経歴
2007年結成。
2008年のデビューから4枚のミニアルバムを発表。
Emo,Rock,Punkを基本とするアグレッシブなサウンド、エモーショナルな力強い声、胸に突き刺さる確かなメロディー、爆音ギターの中を泳ぐようなベースをビートにのせて渾然一体となる。
1stMiniAlbum『Way I Belive In』は発売前から話題を呼び、タワレコインディーズ予約チャートで1位を獲得。さらにBARKSやBounce.comをはじめ各音楽サイトでニュースとして取り上げられる。
同年9月にはindiesmusic.comにて限定シングル『set me free』をリリース。IMCウィークリーチャートにて1位を獲得（完売により、現在は入手困難）。
10月、待望の2ndMiniAlbum『AGAINST the WORLD』をリリースし、東名阪ツアー「tour me AGAINST the WORLD」と題した東名阪ツアーを敢行。
TV、ラジオ、雑誌などのメディア露出も一気に増え、各媒体からも注目を浴びる。
2009年、初レギュラー番組となるラジオ『fly sleep flyのきいたもん勝ち』がスタート。
6月、indiesmusic.com限定シングル『Shine Out!!』をリリースし、IMCウィークリーチャートにて1位を獲得。 翌月にはタワーレコード限定シングル『PAINter』をリリース（完売により、現在は入手困難）。
8月には3rdMiniAlbum『FLY THE FLAG』リリースし、全国ツアー「FLY THE FLAG TOUR」敢行。
9月にはZEPPTOKYOで行われたSHAKALABBITS主催イベントに抜擢。SHAKALABBITSをはじめ、チャットモンチー、SNAILRAMPらと共演する。
その後もHIGH and MIGHTY COLORのツアーサポート等やVo.NuTzがビジュアル系バンドgirugamesh の『BEAST』にコーラス参加等、ジャンルを超えた活動に注目が集まる。
2010年、UPLIFTSPICEと共に[Champagne],TRIBAL CHAIR,ANTI SOCIAL STUDENTを迎えてイベントを開催。I-RabBits主催のガールズイベント「響姫祭」に東京、名古屋と出演。
下半期は「ONE BY ONE」と称した全国ツアーを敢行。
各地でJeepta,ジン,midnightPumpkin,SKULLCANDY,GacharicSpin,HEADSPEAKER,
RONDONRATSらと共演。
11月6日に下北沢ReGにてツアーファイナルを初のワンマンライブで迎えた。
その後も、UPLIFTSPICEの「memento」ツアーでは東名阪2マンライブを含む7箇所のツアーサポートや、名古屋アポロシアターの10周年イベントに出演。
2011年、1月にI-RabBitsとの2マンライブで幕を開ける。
2月23日に発売したIMC限定シングル『I'm OK You're OK』が発売日を待たずして予約完売。
4月6日には1年8ヶ月ぶりとなる4thMiniAlbum『UNDER THE SKIN』を発売し、全23箇所を廻る全国ツアー「fly sleep fly TOUR2011 UNDER THE SKIN」を敢行。
8月のツアーファイナルでは、会場キャパシティぎりぎりの約400人を動員しチケット完売。
同月、Gt.yUsUke脱退。
9月、midnightPumpkin,,GacharicSpinと共に、北陸、甲信越地方での公演を行う。
11月、Gt.BACHI BLUE、BASS.kazはテレビ東京系列で放送のアニメ『遊☆戯☆王ゼアル』の11月からの新オープニング曲、KANANの『BRAVING!』にて、ギター、ベースプレイで参加。また、BASS.kazは同曲のPVに参加し、Gt.BACHI BLUEはアニメソングカバーアルバム『Eropop Anime』の楽曲アレンジ、ギタープレイで参加するなど、話題となる。
年末にはUPLIFT SPICE「パラダイムシフト」リリースツアーにて、名古屋APOLLO THEATERにて2マンライブを行う。
2012年1月、ダイアモンドホールにて、RONDONRATS、Who the Bitch、Key、チリヌルヲワカ、BACK-ON　DE DE MOUSEとの共演や、東京、名古屋にてNSDP/快進のICHIGEKIとのイベントに参加。
I-RabBits 『FREASURE』Release Tour、ジン『EAT YOU tour～JINN RUN to LIGHT TOUR～』等への参加する等、精力的にライブ活動を展開。
6月、DRUM.ShoW脱退。
7月よりVo.NuTz、Gt.BACHI BLUE、BASS.kazの3名のオリジナルメンバーで新体制となり、全国的なライブ活動を展開しながら、fly sleep fly5作目の制作へ突入。
2014年8月31日、無期限活動休止を発表。

## メディア

### ラジオ
1. fly sleep flyのきいたもん勝ち(ラジオ日本 毎週土曜日24時~24時30分 2009年1月～3月)

## ディスコグラフィー

### シングル
|     | 発売日        | タイトル         | 規格品番 | 収録曲                  | 備考                                                   |
| --- | ------------- | ---------------- | -------- | ----------------------- | ------------------------------------------------------ |
| 1st | 2008年9月1日  | set me free      | DS-1002  | 1. set me free          | indiesmusic.com限定シングル 現在は完売につき入手困難。 |
| 2nd | 2009年6月10日 | Shine Out!!      | DS-1003  | 1. Shine Out!!          | indiesmusic.com限定シングル                            |
| 3rd | 2009年7月6日  | PAINter          | DS-1004  | 1. PAINter 2. -digest-3 | タワーレコード限定シングル 現在は完売につき入手困難。  |
| 4th | 2011年2月23日 | I'm OK You're OK | DS-1004  | 1. I'm OK You're OK     | indiesmusic.com限定シングル 現在は完売につき入手困難。 |

### ミニアルバム
|     | 発売日         | タイトル          | 規格品番  | 収録曲 | 備考               |
| --- | -------------- | ----------------- | --------- | --- | ------------------ |
| 1st | 2008年1月23日  | Way I Believe In  | DS-1001   | 1. Deadline(before we die) 2. think of me, sick of me 3. Nothing without you 4. way you believe in                      | DEVIL SIGN         |
| 2nd | 2008年10月29日 | AGAINST the WORLD | SHCC-0007 | 1. AGAINST the WORLD 2. set me free 3. How to make a Lazy Jack 4. Kick & Scream!!!!! 5. the last letter 6. fallin' down | sweet honey record |
| 3rd | 2009年8月5日   | FLY THE FLAG      | SHCC-0008 | 1. PAINter 2. Shine Out!! 3. I just wanna... 4. The story of the supermarket 5. Try it again 6. JUST ONE THING          | sweet honey record |
| 4th | 2011年4月6日   | UNDER THE SKIN    | SHCC-0011 | 1. I'm OK,You're OK 2. Forget me ...not 3. Tragic drama queen 4. The spectrum 5. Plastic Town 6. runaway                | sweet honey record |

## ミュージックビデオ
| 監督     | 曲名                                                   |
| 篠塚将季 | 「Shine Out!!」                                        |
| 不明     | 「Nothing without you」「set me free」「JUST DO IT!!」 |

## 主な出演イベント
- 2009年07月18日 - sweet honey vol.2
- 2011年07月02日 - GIRLS ROCK MAGAGINE TOUR
- 2012年05月31日 - OSAKA MUSE 25th Anniversary my-Butterfly PRESENTS 「BUTTERFLY EFFECT 07 ～my-Butterfly 3rd.ANNIVERSARY SPECIAL 2DAYS～」
- 2012年09月02日 - 地響姫のなる方へ～アフター響姫祭～
- 2013年05月04日 - MUSIC MONSTER 777 MAJESTIC CIRCUS OSAKA 7
- 2013年07月15日 - 「FluoLightArch 6th Anniversary Day.3」～Buster CaLL～
- 2013年07月20日 - I-RabBits presents 響姫祭 2013